# 国际斯拉夫频道
斯拉夫国际频道（烏克蘭語：Міжнародний слов'янський канал），乌克兰的一个电视频道，旨在向世界各地的斯拉夫人和国际社会宣传关于斯拉夫民族的不同的生活规划，斯拉夫人独特的历史，丰富的传统，文化。

## 广播服务区
- 乌克兰
- 俄罗斯
- 白俄罗斯
- 独联体
- 格鲁吉亚
- 欧盟
- 古巴
- 墨西哥
- 加拿大
- 美国
- 亚洲
- 近东
- 非洲

## 链接
- 频道网页